# Xawery Pusłowski
Franciszek Xawery Pusłowski (ur. 16 czerwca 1875 w Sèvres Ville-d’Avray pod Paryżem, zm. 8 lipca 1968 w Krakowie) – hrabia, tłumacz, kolekcjoner, dyplomata, poeta i wojskowy.

## Życiorys

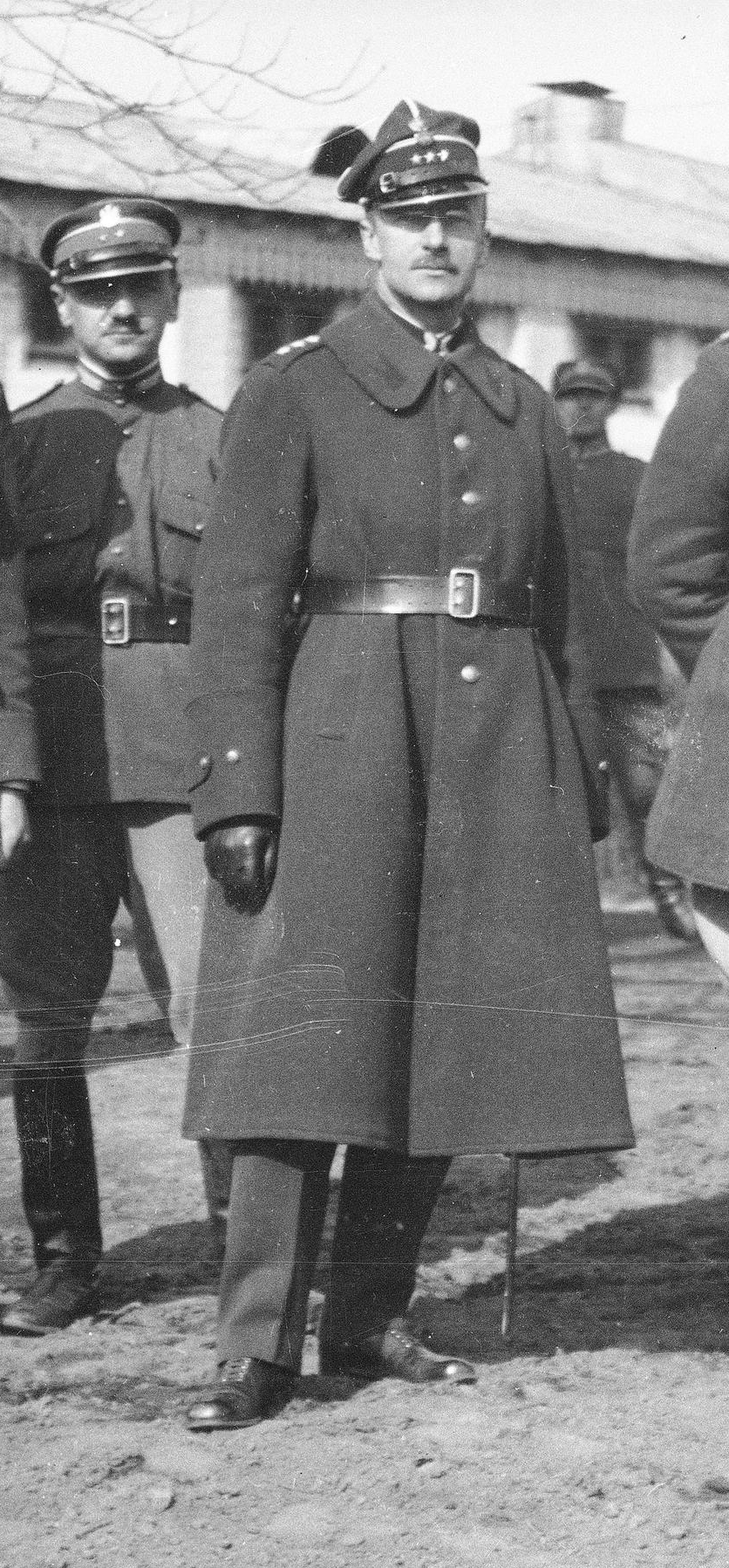
Xawery Pusłowski na terenie koszar Szwadronu Przybocznego Prezydenta Rzeczypospolitej w Warszawie, 1923

Dziadkiem Xawerego był Władysław Pusłowski (1801–1859), zakupił dla rodziny majątek Czarkowy w 1849 roku, upaństwowiony w 1945 roku. Ojciec Zygmunt (1848–1913) urodził się we Francji, nabył w 1880 roku dla rodzinnej kolekcji pałacyk w Krakowie przy ul. Kolejowej 10 (obecnie ul. Westerplatte), matką była Maria z Moszyńskich Pusłowska (1845–1926). Xawery miał dwóch braci: starszego Władysława Emanuela (ur. 1871), uzdolnionego matematyka, który zginął pod Samborem jako oficer armii austriackiej w 1915 roku, oraz młodszego Włodzimierza (ur. 1877), który popełnił samobójstwo w wieku 22 lat w czasie odbywania służby wojskowej w Staszowie w 1899 roku.

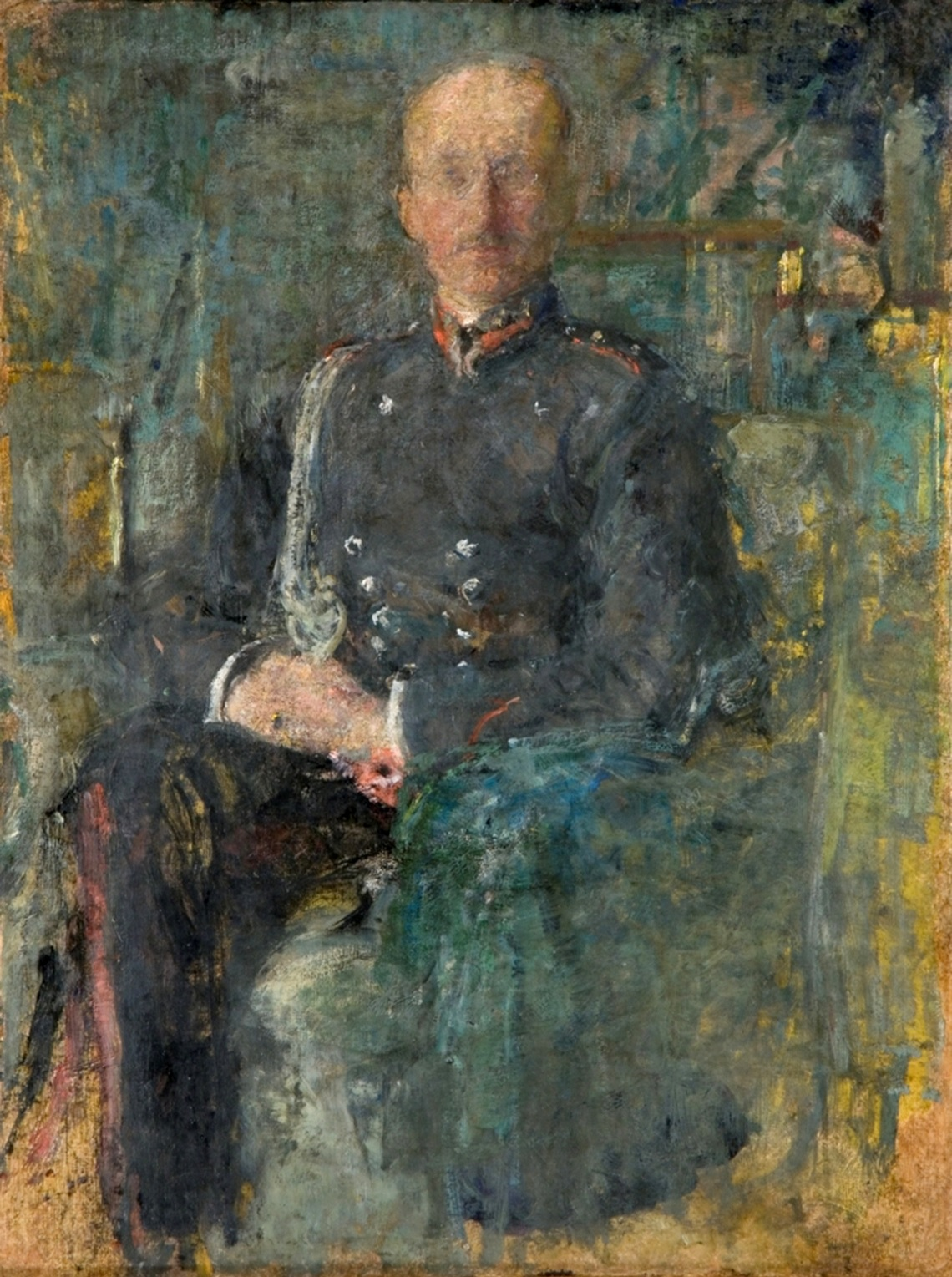
Portret Xawerego Pusłowskiego w mundurze oficera ułanów polskich autorstwa Olgi Boznańskiej, 1921

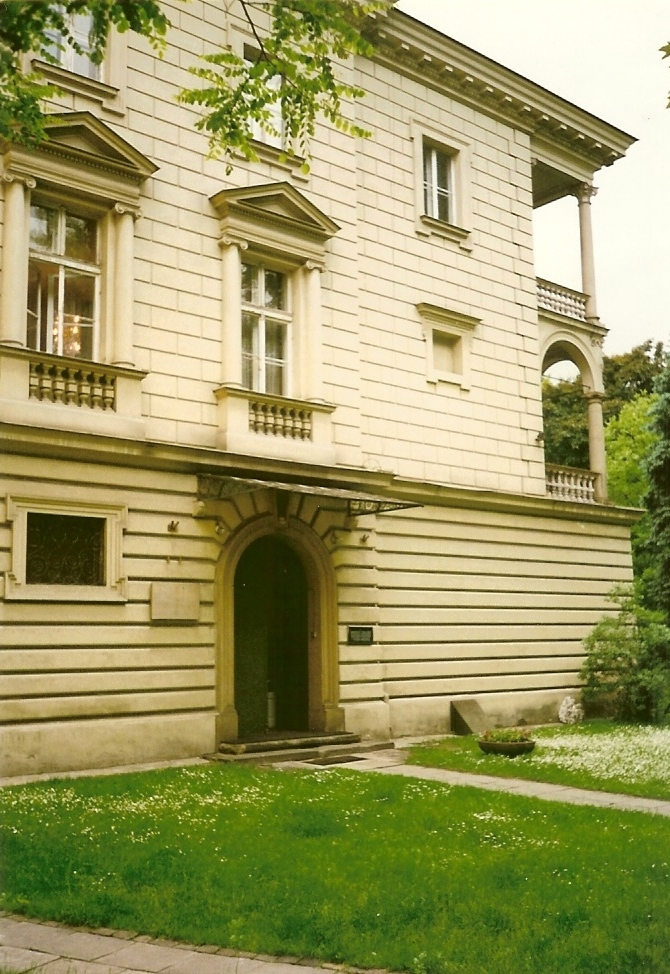
Pałac Pusłowskich w Krakowie

Ukończył gimnazjum im. Jana III Sobieskiego i podjął studia prawnicze na UJ od 1894 roku, w trakcie ich trwania odbył także służbę wojskową, a wykształcenie uzupełnił w latach 1907–1910, studiując w Berlinie filozofię oraz historię sztuki. Władał biegle sześcioma językami.
W czasie I wojny światowej internowany w Moskwie, w 1919 roku powołany do służby wojskowej na terenie Śląska Cieszyńskiego, oddelegowany jako tłumacz towarzyszył premierowi Ignacemu Janowi Paderewskiemu w czasie konferencji pokojowej w Paryżu. Do bliskich znajomych hr. Pusłowskiego należał wówczas gen. Tadeusz Rozwadowski. Po śmierci generała w 1928 roku Pusłowski poświęcił mu jeden ze swych wierszy. W II RP zweryfikowany do stopnia porucznika kawalerii. W służbie dyplomatycznej pozostawał do 1923 roku, od momentu zwolnienia był już osobą prywatną udzielającą się w życiu towarzyskim Krakowa.
Pomagał gromadzić fundusze na budowę Muzeum Narodowego, na prośbę prezydentów Krakowa w swoim pałacu przyjmował najznakomitszych gości, w celach wystawienniczych pokazywał kolekcję obrazów, porcelany, tkanin szerszej publiczności w latach 1936 i 1938. Po raz ostatni kolekcja pokazywana była w 1998 roku w 30. rocznicę śmierci Xawerego Pusłowskiego.
W latach 1922–1939 był Naczelnikiem Oddziału Wioślarskiego „Sokoła” Krakowskiego.
W okresie II wojny światowej pilnował owej kolekcji w Krakowie, odwiedzając również majątek w Czarkowach. Po wojnie w latach 1945–1950 był wiceprezesem Towarzystwa Przyjaciół Sztuk Pięknych. Pracował jako tłumacz przysięgły przy Sądzie Okręgowym w Krakowie oraz jako lektor na AGH, UJ i Politechnice Krakowskiej. Nachodzony przez ówczesne władze zainteresowane upaństwowieniem jego kolekcji zdecydował się przekazać ją jako dar na Zamek Wawelski, a za namową Karola Estreichera pozostałą część kolekcji (ok. 100 obrazów) oraz pałac przekazał Uniwersytetowi Jagiellońskiemu. Mieści się w nim obecnie Instytut Muzykologii UJ. Zmarł w 1968 roku w Krakowie jako kawaler. Używał zdrobnienia „Sawa” podobnie jak jego stryjeczny krewny z Londynu.

## Inne informacje
W 1962 roku hr. Franciszek Xawery Pusłowski wystąpił w filmie pt. Dziewczyna z dobrego domu (reż. A. Bohdziewicz).

## Odznaczenia

### polskie
- Krzyż Kawalerski Orderu Odrodzenia Polski (1922)[4][5]
- Krzyż Walecznych[4]
- Złoty Krzyż Zasługi[4],
- Krzyż za Obronę Śląska Cieszyńskiego II kl. (2 października 1919)[6],
- Medal Pamiątkowy za Obronę Śląska Cieszyńskiego,

### zagraniczne
- Komandor Orderu Korony Rumunii (Rumunia)[4],
- Oficer Orderu Legii Honorowej (Francja)[4],
- Krzyż Kawalerski I Klasy Orderu Miecza (Szwecja, 1923)[4][7].